# Медичний інститут Сумського державного університету
Сумський медичний інститут (раніше Медичний факультет Сумського державного університету) — вищий навчальний заклад медичного спрямування з IV рівнем акредитації ДАК України. Є структурним підрозділом Сумського державного університету.
Здійснює підготовку за спеціальностями «Лікувальна справа», «Медицина», «Педіатрія», «Стоматологія», «Фізична терапія, ерготерапія»,  «Медсестринство» (зі спеціалізацією «Екстренна медицина», кваліфікацією «Парамедик»), «Фізична культура і спорт», на післядипломному рівні: «Терапія», «Хірургія», «Загальна практика — сімейна медицина», «Акушерство та гінекологія», «Інфекційні хвороби», «Педіатрія» та ін.

## Історія
Сумський медичний інститут був заснований 1992 року, як Медичний факультет Сумського державного університету.
У 1999 року на факультеті було створено 5 секцій науково-методичної комісії:
- секція соціально-гуманітарних та фундаментальних дисциплін;
- секція клінічних дисциплін;
- секція організаційної забезпеченості навчального процесу;
- секція змісту навчання та структурно-логічної організації навчального процесу;
- секція контролю методичної забезпеченості навчального процесу.

У 2003 році професор інституту О. В. Атаман був нагороджений премією НАН України імені Богомольця.
Починаючи з 2005 року навчання в інституті на лікувальному факультеті здійснюється за Болонською системою. З 2007 року тут щорічно проводяться наукові читання присвячені пам'яті видатного українського патофізіолога, член-кореспондента АМН СРСР М. Н. Зайка.
2010 року при медичному інституті була відкрита Лабораторія молекулярно-генетичних досліджень.
У 2008 році в закладі навчалося близько 1500 студентів, на сьогодні студентами інституту є більше 2000 осіб.

## Структура інституту та кадри
Інститут складається з таких факультетів: медичний, післядипломної медичної освіти, медико-профілактичний, стоматологічний. У їх складі функціонують 16 кафедр медичного профілю та 8 загальноосвітнього.
При інституті діє аспірантура з ряду спеціальностей.

### Штат інституту
У закладі працює близько 120 наукових співробітників, серед яких:
- 24 професори;
- більше 60 кандидатів наук та доцентів.

## Клінічні кафедри
| Кафедра | Вчене звання завідувача кафедри | Завідувач кафедри               |
| --- | ------------------------------- | ------------------------------- |
| Акушерства та гінекології [Архівовано 19 липня 2013 у Wayback Machine.]                                                                                     | професор                        | Бойко Володимир Іванович        |
| Анатомії людини [Архівовано 8 липня 2013 у Wayback Machine.]                                                                                                | професор                        | Сікора Віталій Зіновійович      |
| Біофізики, біохімії, фармакології та біомолекулярної інженерії [Архівовано 8 липня 2013 у Wayback Machine.]                                                 | професор                        | Суходуб Леонід Федорович        |
| Внутрішньої медицини [Архівовано 29 жовтня 2012 у Wayback Machine.]                                                                                         | професор                        | Приступа Людмила Никодимівна    |
| Гігієни та екології з курсом мікробіології, вірусології та імунології [Архівовано 18 липня 2013 у Wayback Machine.]                                         | доцент                          | Погорєлов Максим Володимирович  |
| Загальної хірургії, радіаційної медицини та фтизіатрії [Архівовано 29 жовтня 2012 у Wayback Machine.]                                                       | професор                        | Дужий Ігор Дмитрович            |
| Інфекційних хвороб з епідеміологією [Архівовано 15 вересня 2012 у Wayback Machine.]                                                                         | професор                        | Чемич Микола Дмитрович          |
| Нейрохірургії та неврології з курсами психіатрії, наркології, дерматовенерології, професійних хвороб, клінічної імунології, алергології                     | професор                        | Потапов Олександр Олександрович |
| Ортопедії, травматології з курсами анестезіології та інтенсивної терапії, невідкладних станів, урології, офтальмології, реабілітації та спортивної медицини | професор                        | Шищук Володимир Дмитрович       |
| Патоморфології з курсом судової медицини та курсом гістології, цитології та ембріології [Архівовано 18 липня 2013 у Wayback Machine.]                       | професор                        | Романюк Анатолій Миколайович    |
| Педіатрії з курсом медичної генетики [Архівовано 16 лютого 2013 у Wayback Machine.]                                                                         | професор                        |                                 |
| Педіатрії післядипломної освіти з курсами пропедевтичної педіатрії і дитячих інфекцій                                                                       | професор                        | Сміян Олександр Іванович        |
| Сімейної медицини з курсом пропедевтики [Архівовано 24 січня 2022 у Wayback Machine.]                                                                       | професор                        | Орловський Віктор Феліксович    |
| Фізіології і патофізіології з курсом медичної біології [Архівовано 9 липня 2013 у Wayback Machine.]                                                         | професор                        | Атаман Олександр Васильович     |
| Соціальної медицини, організації та економіки охорони здоров'я                                                                                              | доцент                          | Сміянов Владислав Анатолійович  |
| Хірургії з дитячою хірургією з курсом онкології [Архівовано 29 жовтня 2012 у Wayback Machine.]                                                              | професор                        | Винниченко Ігор Олександрович   |

## Науково-освітні підрозділи
- Регіональний навчально-тренувальний центр з надання першої невідкладної допомоги
- Науковий центр патоморфологічних досліджень
- Регіональний науково-навчальний центр ендоскопічних методів діагностики та малоінвазивної терапії
- Регіональний науково-навчальний центр ультразвукової діагностики

## Студентське самоврядування
У медичному інституті СумДУ активно функціонують органи студентського самоврядування, а саме:
- студентський деканат [Архівовано 9 липня 2013 у Wayback Machine.];
- студентська рада студ. містечка;
- студентське наукове товариство [Архівовано 6 липня 2013 у Wayback Machine.], яке є одним з найбільших в Україні за кількістю членів. Його активісти стояли біля витоків створення Асоціації студентських наукових товариств вищих медичних навчальних закладів України. Щороку в 20-х числах квітня в медичному інституті проходить міжнародна науково-практична конференція студентів та молодих учених.

## Випускники
Станом на 2007 рік навчальним закладом було підготовлено понад 1300 лікарів, з них близько 1000 лікарів — за держзамовленням.
За час існування закладу було випущено 215 іноземних фахівців. Всього підготовлено 24 кандидати та 6 докторів медичних наук.

## Періодичні видання
Медичним інститутом Сумського державного університету публікуються такі медичні наукові журнали: «Журнал клінічних та експериментальних досліджень» та «Вісник СумДУ: серія медицина». Це фахові наукові видання, в яких можуть друкуватися основні результати дисертаційних робіт. Періодичність виходу номерів журналів становить 2 рази на рік: лютий та вересень.

## Радіо «Медичне»
23 травня 2012 року в Медичному інституті Д. В. Ганіним було створено незалежне «радіо Медичне» [Архівовано 7 квітня 2015 у Wayback Machine.], яке функціонує на волонтерських засадах. З 2015 року радіо «Медичне» еволюціонувало у студентське творче об'єднання ТО «Радіо Медичне» [Архівовано 7 квітня 2015 у Wayback Machine.].